# Flanville
Flanville est une ancienne commune française du département de la Moselle en région Grand Est. Elle est rattachée à celle de Montoy en 1812 pour former la commune de Montoy-Flanville.

## Histoire
Cette localité dépendait des Trois-Évêchés dans le bailliage de Metz.
La commune de Flanville est réunie à celle de Montoy par décret du 21 août 1812. 
Montoy-Flanville et Ogy fusionnent en 2017.

## Politique et administration
| Période                                  | Période | Identité                          | Étiquette | Qualité |
| ---------------------------------------- | ------- | --------------------------------- | --------- | ------- |
| an VIII                                  | an XI   | Claude Philippe Alexandre Tinseau |           |         |
| an XI                                    | ?       | Jean Pallez                       |           |         |
| Les données manquantes sont à compléter. |         |                                   |           |         |

## Démographie
| 1793 | 1800 | 1806 |
| ---- | ---- | ---- |
| 110  | 99   | 98   |